# فرانس بيرير
فرانس بيرير (15 فبراير 1913 - 28 مارس 1988) لاعب كرة قدم بلجيكي راحل كان يجيد اللعب في خط الوسط.
لعب طوال مسيرته الرياضية في نادي رويال أنتويرب (1931-1937).
مثل منتخب بلجيكا في 3 مباريات (1934). شارك مع منتخب بلجيكا في بطولة كأس العالم 1934 في إيطاليا حيث خرج من الدور الثمن النهائي.

## وصلات خارجية
- فرانس بيرير على موقع الاتحاد الدولي (مؤرشف)  (الإنجليزية)
- فرانس بيرير على موقع الاتحاد البلجيكي (الإنجليزية)
- فرانس بيرير على موقع قاعدة بيانات كرة القدم.إي يو (الإنجليزية)
- فرانس بيرير على موقع ناشيونال فوتبول تيمز (الإنجليزية)
- فرانس بيرير على موقع Soccerway.com (الإنجليزية)
- فرانس بيرير على موقع عالم كرة القدم.نت (الإنجليزية)

- سيرة ذاتية